# Tacámbaro de Codallos
Tacámbaro de Codallos, oficialmente Heroica Tacámbaro de Codallos, es un pueblo mágico ubicado en el estado mexicano de Michoacán de Ocampo, se localiza al centro del estado y es la cabecera municipal de Tacámbaro. Desde el 2012 es uno de los pueblos mágicos de México. y es considerada como ciudad heroica desde el 2011, a 146 años de la gesta heroica del general Nicolás de Régules.

## Toponimia
Proviene de la castellanización del topónimo p’urhe (Idioma purépecha) Takamparhu, compuesto de la palabra takampa ‘palmera’ y del sufijo de locación rhu para significar ‘en la palma’ u ‘(originando) de una palmera’, que en contexto se refiero a que existe la presencia de palmera o yuca en la localidad. El complemento homenajea al general Juan José Codallos, quien luchó a favor del federalismo.

## Historia
Tacámbaro es un pueblo de origen prehispánico, conquistado por los purépechas entre 1401 y 1450, perteneciente al cacicazgo de Cuyuacán. En 1528 se otorgó en encomienda a Cristóbal de Oñate y posteriormente se constituyó en república de Indios. La evangelización en el lugar se inició con la llegada de los frailes agustinos: Juan de San Román y Diego de Chávez.
En el año de 1535, aproximadamente, se fundó el pueblo de Tacámbaro y en 1540, se estableció la capilla y el convento adjunto. En 1631, se estableció el partido de indios, nombrándose a Tacámbaro cabecera del mismo. En esa época tenía ocho barrios y muy poca población, debido a las epidemias y principalmente la de 1575, que casi termina con los indígenas del lugar.
En 1706 se designó como prior de Tacámbaro a fray Francisco de Fonseca, quien se dedicó a la reconstrucción del convento y a mejorar el poblado, el trazado de calles, la introducción de agua, el impulso del comercio y la búsqueda de solares para los españoles.
Después de consumada la independencia, en 1822, Tacámbaro estaba en ruinas, quemadas sus haciendas y ranchos inmediatos. A sus pobladores les tocó la ardua labor de reconstrucción. En 1828, siendo gobernador don José Salgado, se decretó la elevación de Tacámbaro a la categoría de villa.
El 10 de diciembre de 1831, en conformidad a la ley territorial de ese año, se constituyó en municipio. El título de «ciudad», lo obtuvo el 21 de septiembre de 1859 por decreto del entonces gobernador, el general Epitacio Huerta, denominándosele «Ciudad de Codallos». Los habitantes hicieron gestiones para que el nombre de la cabecera municipal fuera «Tacámbaro de Codallos», mismo que hasta hoy conserva.
Durante la Revolución mexicana, a finales de 1919, se declaró a Tacámbaro capital del estado, siendo gobernador el general Gertrudis G. Sánchez. Posteriormente los poderes fueron trasladados a Nocupétaro.

## Ubicación
La ciudad de Tacámbaro de Codallos se encuentra aproximadamente en la ubicación 19°13′33″N 101°27′25″O / 19.22583, -101.45694 a una altitud de 1567 m s. n. m.

## Demografía
Según los datos registrados en el censo de 2020, la localidad cuenta con 30 519 habitantes por lo que es la 18.ª ciudad más poblada de Michoacán, lo que representa un crecimiento promedio de 1.8 % anual en el período 2010-2020 sobre la base de los 25 665 habitantes registrados en el censo anterior. Ocupa una superficie de 5.55 km², lo que determina al año 2020 una densidad de 5499 hab/km².
La población de Tacámbaro de Codallos está mayoritariamente alfabetizada (4.65 % de personas mayores de 15 años analfabetas, según relevamiento del año 2020), con un grado de escolaridad en torno a los 9.25 años. Solo el 0.36 % se reconoce como indígena. El 91.7 % de los habitantes de Tacámbaro de Codallos profesa la religión católica.
En el año 2010 estaba clasificada como una localidad de grado medio de vulnerabilidad social. Según el relevamiento realizado, 7817 personas de 15 años o más no habían completado la educación básica, —carencia conocida como rezago educativo—, y 10 399 personas no disponían de acceso a la salud.

### Población histórica de Tacámbaro de Codallos 1900-2020
| Gráfica de evolución demográfica de Tacámbaro de Codallos entre 1900 y 2020                                 |
| |
| Población de los censos y conteos del Instituto Nacional de Estadística y Geografía (INEGI) de 1900 a 2020. |